# Vera Chaves Barcellos
Vera Guerra Chaves Barcellos (Porto Alegre, 1938) es una artista visual brasileña. En su obra, Barcellos explora la temática del cuerpo humano como paisaje, estableciendo relaciones simbióticas con el medio natural.

## Biografía
Vera Chaves Barcellos estudió música en el Instituto de Belas Artes de la Universidad Federal de Río Grande del Sur. Sin embargo, en la década de 1960 abandonaría la carrera musical para dedicarse a las artes plásticas, realizando cursos de pintura y grabado en la Central School of Arts and Crafts y la Escuela de Arte Saint Martin de Londres, en la Royal Academy of Art de La Haya y en la Académie de la Grande Chaumière de París. Además, estudió litografía y grabado en la Koninklijke Academie voor Beeldende Kunsten en Róterdam, Países Bajos. De regreso a Brasil, trabajó inicialmente con grabado en metal en el Museo de Arte Moderno de Río de Janeiro.
A principios de los años 70, y gracias a una beca del British Council, Chaves Barcellos pudo profundizar en sus conocimientos de fotografía y técnicas gráficas en el Croydon College de Londres. De esta forma, comenzó a trabajar con la fotografía para luego pasar a realizar un trabajo más conceptual, mezclando técnicas como la xilografía y la serigrafía, y explorando nuevas posibilidades de expresión. En 1976, su obra "Testarte" representó a Brasil en un pabellón colectivo en la Bienal de Venecia.  
Esa participación de otros en su trabajo, en la comprensión de una manera colectiva que transforma los modos de hacer, la hacen participar del grupo Nervo Óptico (1976–78). Un colectivo crítico respecto al sistema del arte que se servía de los medios reproductibles como para intentar escapar de las lógicas del mercado. A partir de lo que denominaban “Atividades Continuadas”, el grupo rompía con la lógica expositiva del objeto inmutable en el cubo blanco o perenne sobre la peana proponiendo dos días de exposición de objetos, fotos, instalaciones, proyecciones, acciones y debates públicos.Posteriormente, y junto a otras ocho mujeres artistas, Chaves Barcellos fue una de las fundadoras del centro de cultura alternativa Espaço N.O. (1979–82) en Porto Alegre, que se convirtió en un referente nacional de la producción artística contemporánea, construyendo y ayudando a difundir manifestaciones artísticas en nuevos medios y formatos como como mail art, performance, danza-teatro e instalación.
A partir de la década de 1980 produjo instalaciones multimedia, utilizando fotografía manipulada, imágenes computarizadas, objetos, vídeo y animación de vídeo. Un buen ejemplo fue su obra "Visitant Genet", expuesta en el Museo de Arte de Gerona en 2000-2001. Participó en el Mois de Photographie, en París, Francia, y en la Bienal de La Habana, en La Habana, Cuba, en 1984. Su obra ha sido seleccionada en tres ocasiones para la Bienal Internacional de Arte de São Paulo.
Desde 1986, Vera vive entre Viamão, en la Región Metropolitana de Porto Alegre, y Barcelona. Desde entonces, su obra se ha convertido en un puente cultural entre Brasil y España. En 1998 formó parte del Salón Nacional de Río de Janeiro y de la exposición "Pasaje de Ida", en la Galería Antonio de Barnola, en Barcelona. En 2002 realizó una exposición individual en el Instituto Francés de Barcelona; al año siguiente participó en la exposición "Le Revers du Rêveur" en la Capilla de San Roque, de Valls . Tras haber realizado más de veinte exposiciones individuales y colectivas en España, Vera obtuvo la nacionalidad española en 2004.
En 1999, y con los artistas Carlos Pasquetti e Patricio Farias, Chaves Barcellos creó la Galería Obra Aberta, que funcionó hasta el año 2002. Dedicada al arte contemporáneo, durante este período acogió más de veinte exposiciones de artistas como Karin Lambrecht, Begoña Egurbide, Antoni Muntadas, Lia Menna Barreto, Lúcia Koch, Margarita Andreu, Nick Rands, Luiz Carlos Felizardo, entre otros.
En 2000 Vera presentó su obra en la exposición "Território Expandido" en São Paulo. En 2001 formó parte de la inauguración del Centro Cultural Santander, en Porto Alegre, en la exposición "Sem Fronteiras". Vera ha participado en exposiciones colectivas en Latinoamérica, Alemania, Bélgica, Corea, Francia, Holanda, Inglaterra, Japón, Estados Unidos y Australia.
En 2004 Vera Chaves Barcellos creó en Porto Alegre una fundación cultural que lleva su nombre, dedicada a la conservación y difusión del arte contemporáneo y que posee más de 1,500 trabajos de artistas de Brasil y otras partes del mundo. 
Entre mayo y julio de 2007, Santander Cultural presentó al público de Porto Alegre la exposición "O Grão da Imagem, un viaje por la poética de Vera Chaves Barcellos", una retrospectiva de los 40 años de carrera de la artista, con 114 obras seleccionadas por los curadores Fernando Cocchiarale (Río de Janeiro), Moacir dos Anjos (Pernambuco) y Agnaldo Farias (São Paulo).
En 2009 Zouk Editora publicó el libro "Vera Chaves Barcellos, obras incompletas" (ISBN 9788588840935), con un ensayo del crítico francés François Soulages, una cronología comentada y un cuaderno con imágenes de las obras de la artista, realizadas entre 1963 y 2007.